# Kfz-Kennzeichen (Rumänien)

Aktuelles Kfz-Kennzeichen
BN = Bistrița-Năsăud

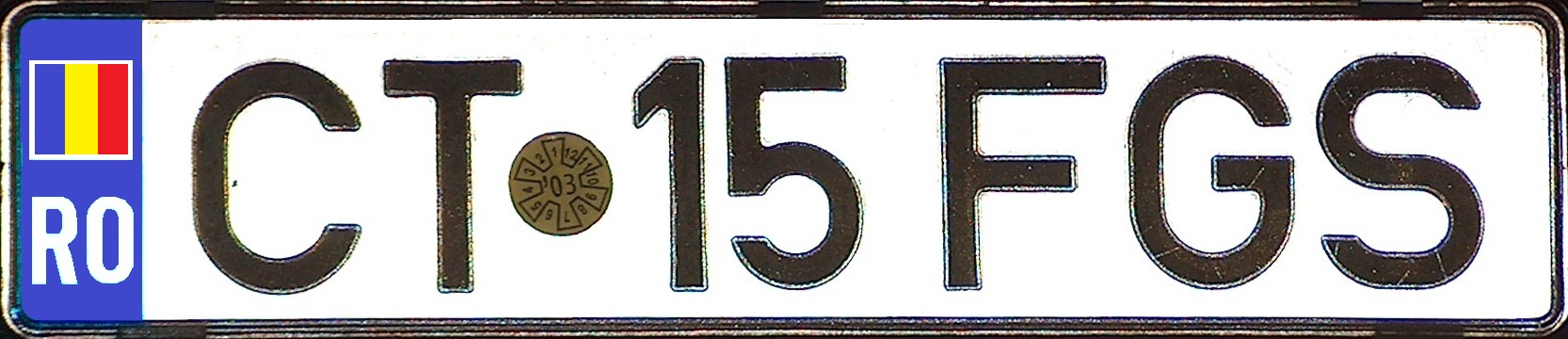
Kfz-Kennzeichen bis 2007
CT = Constanța

Die aktuellen rumänischen Kfz-Kennzeichen wurden 1992 eingeführt und zeigen links einen blauen Streifen mit den zwölf europäischen Sternen und dem Nationalitätszeichen RO. Danach folgen ein (B für Bukarest) oder zwei Buchstaben (für den jeweiligen Kreis) und eine amtliche Plakette. Rechts davon erscheinen neben zwei (in Bukarest ab 2010 auch drei) Ziffern noch drei Buchstaben. Vor Rumäniens Beitritt zur Europäischen Union 2007 war die rumänische Nationalflagge im blauen Balken abgebildet. Zweizeilige Nummernschilder zeigen den Balken meist in der unteren Zeile.
Es besteht gegen Gebühr die Möglichkeit, die drei letzten Buchstaben selbst zu wählen. Der Buchstabenblock darf nicht mit I oder O beginnen, da Verwechslungsgefahr mit den Ziffern 1 und 0 besteht. Bis 1999 war mit Ausnahme des Kreiskürzels kein I oder O erlaubt. Der Buchstabe Q wird nicht geprägt. Buchstabenkombinationen mit sexueller Konnotation wie COY, CUR, PUL, PIZ, MUI und MUE oder die von Behörden reserviert sind, wie POL, DEP, SNT, SRI und MAI, werden nicht ausgegeben.

## Kennzeichenarten

### Kennzeichen der Gemeinden

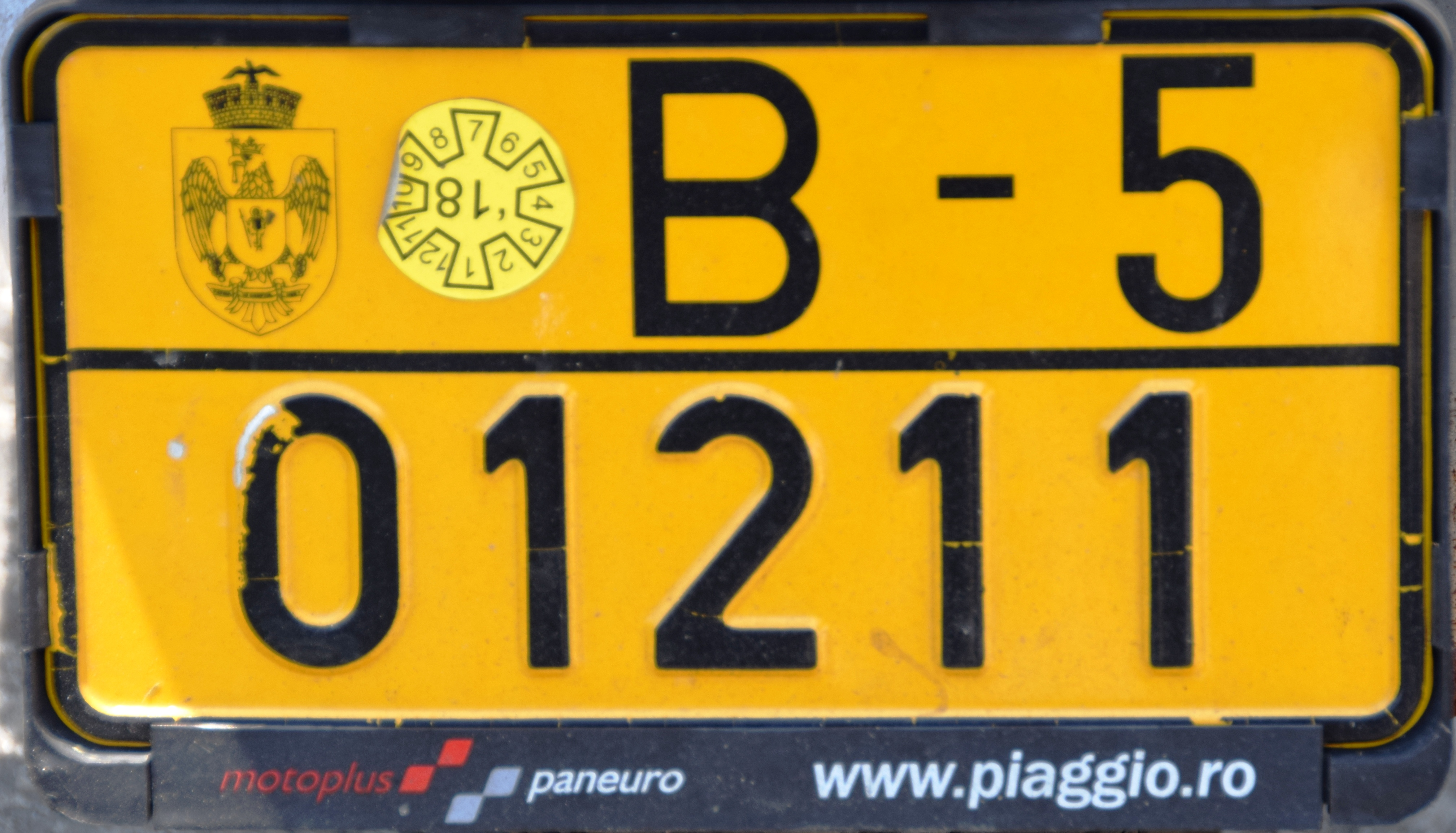
Moped-Kennzeichen aus Bukarest

Für Fahrzeuge, die ihren Kreis nicht verlassen, geben die Gemeinden spezielle Kennzeichen mit gelbem Grund aus. Sie zeigen gewöhnlich das Wappen der Kommune und zwei bis sechs schwarze Zeichen. Allerdings obliegt die Gestaltung der ausgebenden Gemeinde und kann von der eben genannten abweichen. Diese Kennzeichen werden beispielsweise an Motorroller, Straßenbahnen, O-Busse, Müllwagen oder Mähdrescher vergeben.

### Elektrofahrzeuge
Fahrzeuge mit elektrischem Antrieb erhalten Nummernschilder mit grüner Schriftfarbe innerhalb des normalen Systems.

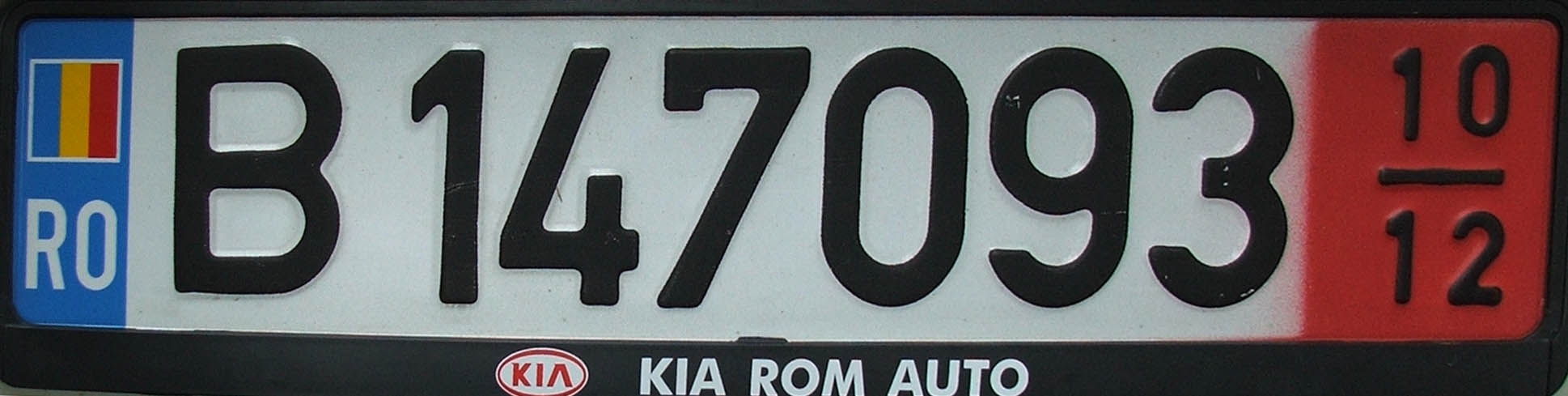
Kennzeichen für Leasing-Fahrzeuge aus Bukarest

### Leasingfahrzeuge
Für Leasingfahrzeuge gibt es eigene Kennzeichen. Diese gleichen den normalen Kennzeichen, zeigen aber nach dem Bezirkskürzel eine bis zu sechsstellige Zahl und rechts einen roten Rand (ähnlich wie bei deutschen Ausfuhrkennzeichen) mit dem Ablaufdatum des Leasingvertrages. Nach Ablauf des Vertrages verliert auch das Kennzeichen seine Gültigkeit. Diese Kennzeichen sieht man sehr häufig mit „B“ für Bukarest, da sich dort viele Leasinggesellschaften befinden.

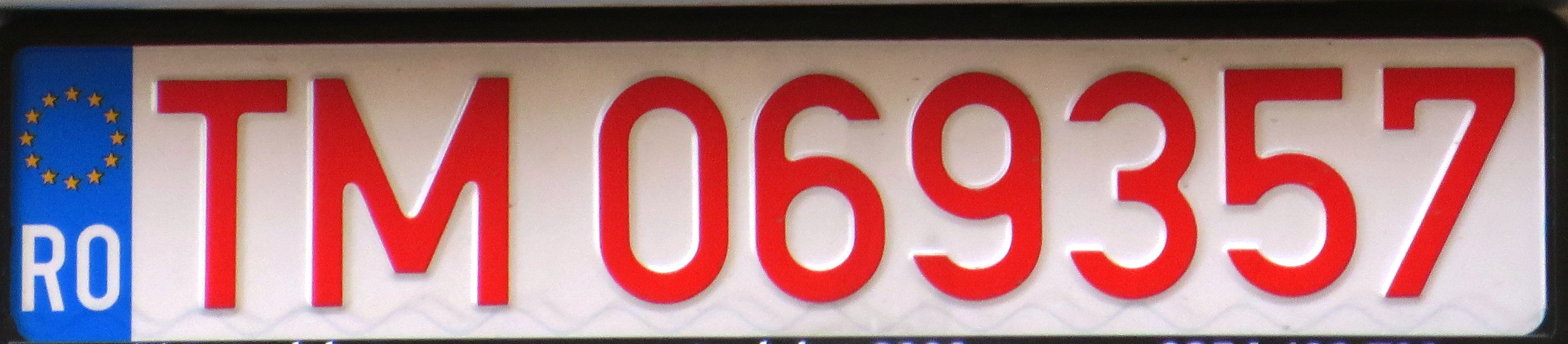
Temporäres Kennzeichen aus Timiș

### Temporäre Kennzeichen
Temporäre Kennzeichen haben rote Schrift. Sie zeigen das Kreiskürzel gefolgt von drei bis sechs Ziffern. Die maximale Gültigkeit dieser Schilder beträgt 30 Tage. Sie sind nur innerhalb Rumäniens gültig. Nach Ablauf von 30 Tagen läuft die Versicherung automatisch ab. Es erfolgt keine Zulassung, lediglich ein Stempel mit dem Kennzeichen wird auf die Originalpapiere aufgebracht.

### Diplomatische Kennzeichen

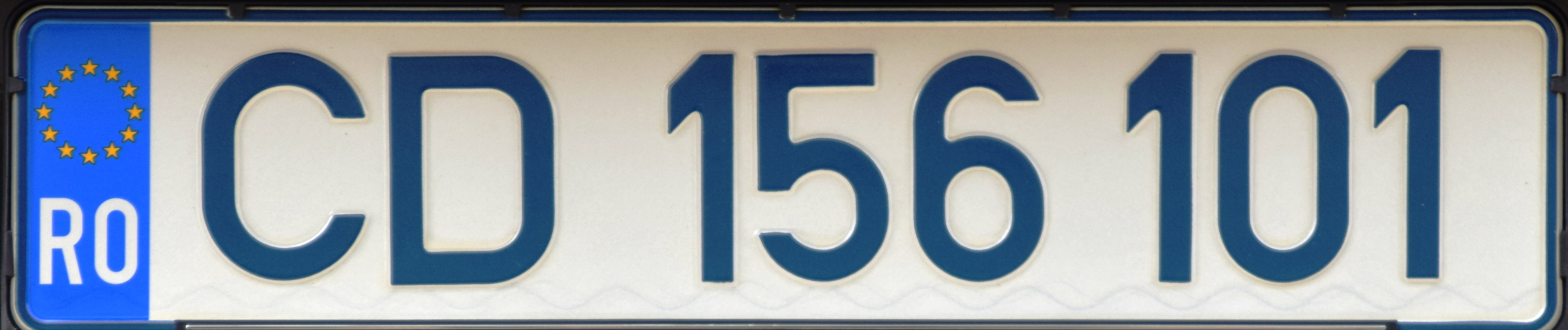
Diplomatenkennzeichen

Kennzeichen für den diplomatischen Dienst zeigen blaue Schrift sowie die Buchstaben CD, CO oder TC. Es folgen zwei Gruppen à drei Ziffern, von denen die ersten drei das Herkunftsland oder die entsprechende Organisation kodieren, die letzten meist den Rang des Besitzers. Die kleinste Zahl jeder Gruppe ist die 101.

### Spezialkennzeichen
Spezialkennzeichen werden z. B. von Ministerien vergeben. Derzeit werden für Fahrzeuge des Innenministeriums und der rumänischen Streitkräfte besondere Nummernschilder ausgegeben. Die Armee nutzt Kennzeichen, die keinen Euro-Balken zeigen und mit einem A für rumänisch Armata (dt. Armee) beginnen. Es folgen drei bis sieben Ziffern.
Die Kennzeichen des Innenministeriums zeigen die Buchstaben MAI für rumänisch Ministerul Administrației și Internelor und werden u. a. von Fahrzeugen der rumänischen Gendarmerie (Jandarmeria) und Polizei (Poliția) genutzt.

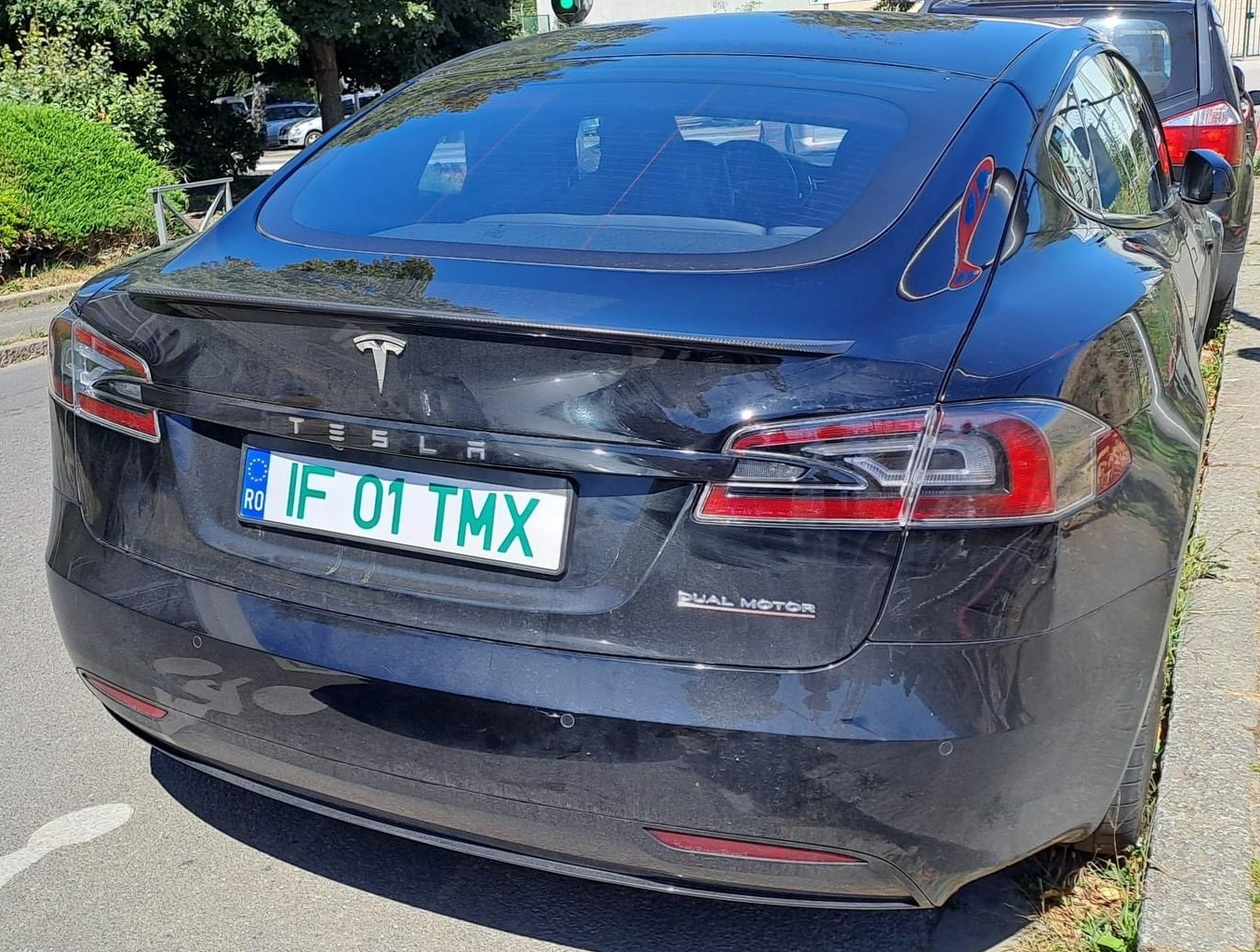
Kennzeichen für Elektrofahrzeuge an einem Tesla
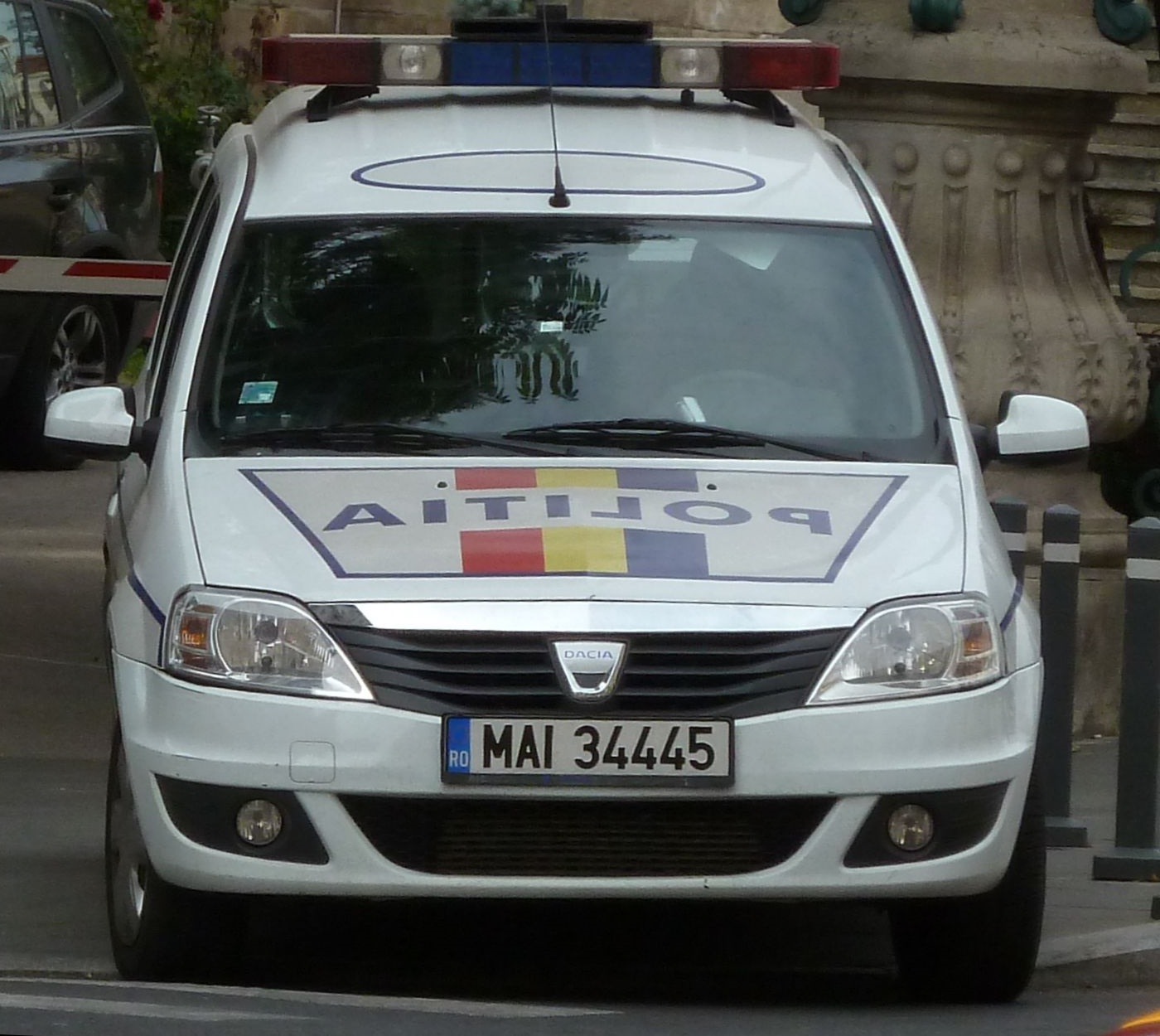
MAI-Kennzeichen an einem Polizeifahrzeug
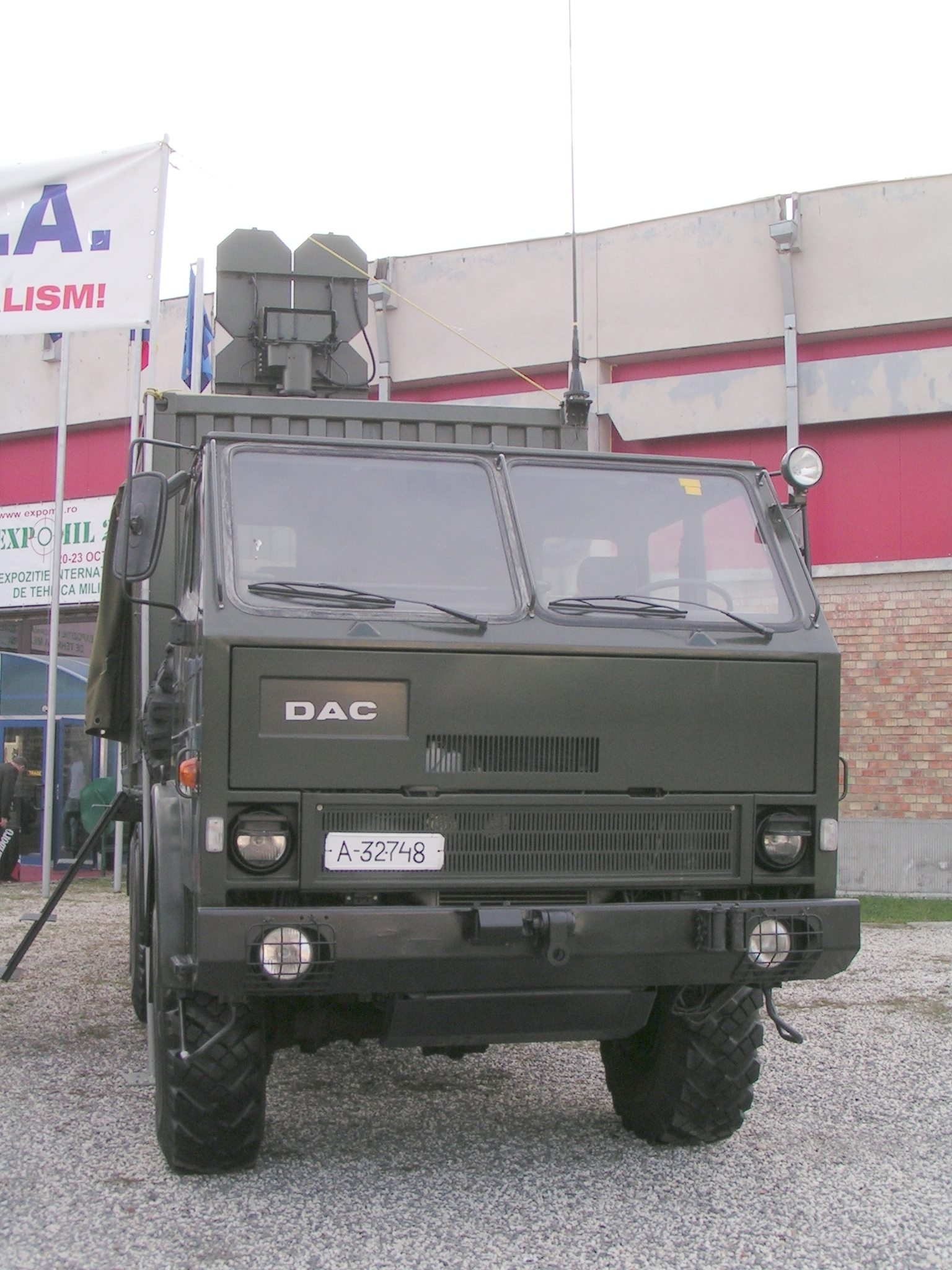
A-Kennzeichen an einem Militärfahrzeug
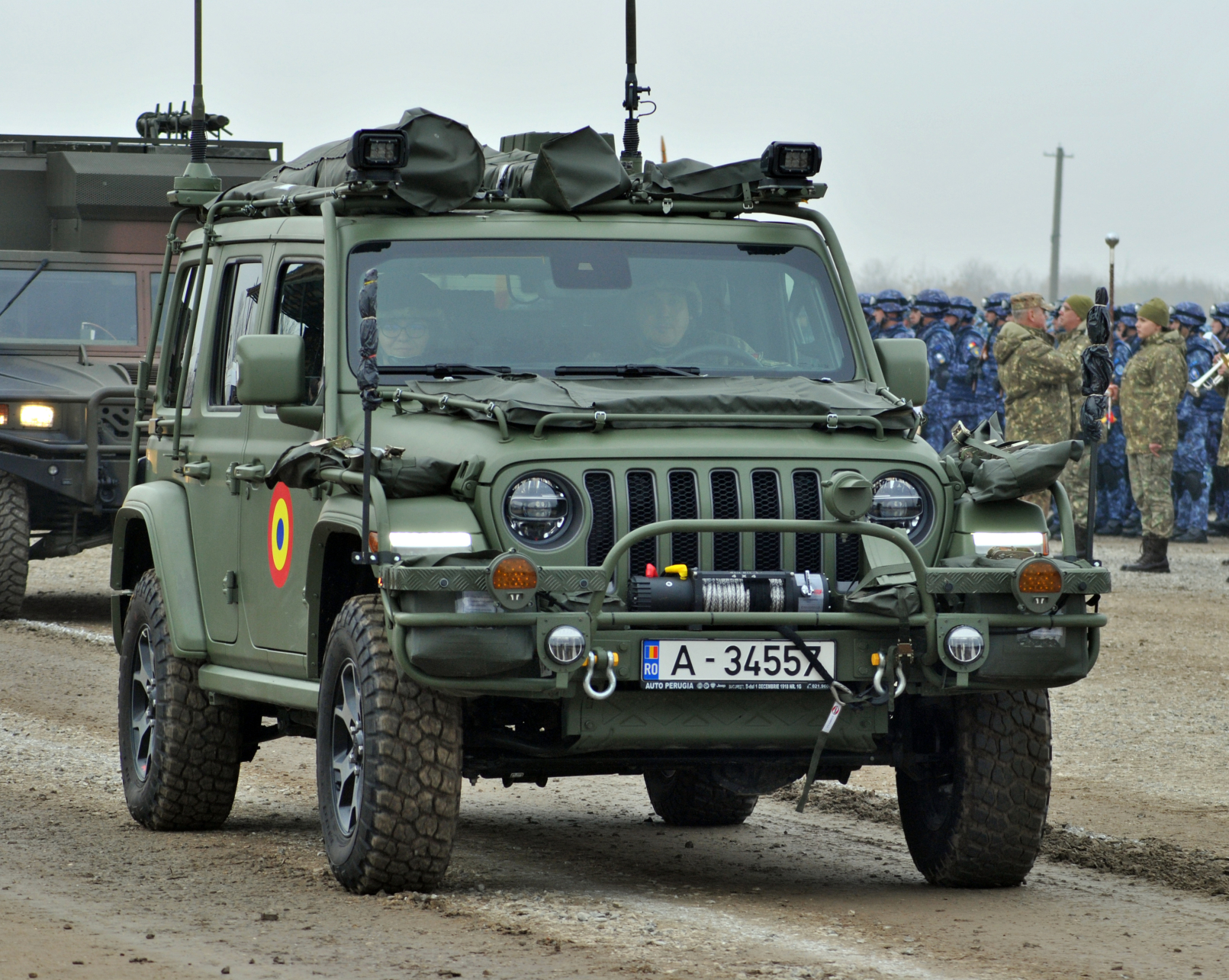
A-Kennzeichen mit blauem Band und Flagge

## Kürzel
Insgesamt existieren derzeit 42 Kürzel für die rumänischen Kreise (rumänisch Județ, Plural Județe) und die Stadt Bukarest.

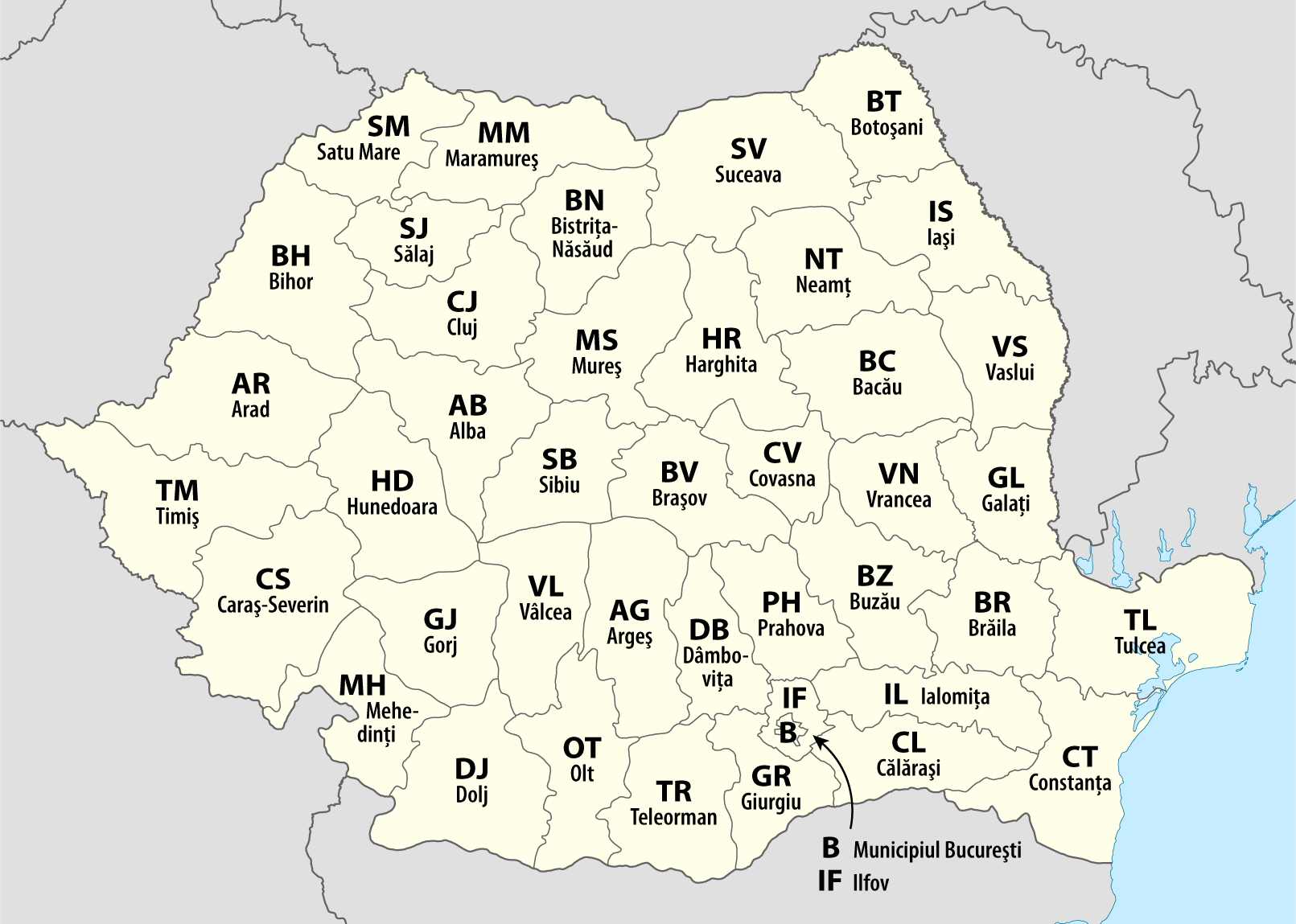
Geografische Verteilung der Kürzel

| Kürzel | Kreis           | Hauptort              |
| ------ | --------------- | --------------------- |
| AB     | Alba            | Alba Iulia            |
| AG     | Argeș           | Pitești               |
| AR     | Arad            | Arad                  |
| B      | Stadt Bukarest  |                       |
| BC     | Bacău           | Bacău                 |
| BH     | Bihor           | Oradea                |
| BN     | Bistrița-Năsăud | Bistrița              |
| BR     | Brăila          | Brăila                |
| BT     | Botoșani        | Botoșani              |
| BV     | Brașov          | Brașov                |
| BZ     | Buzău           | Buzău                 |
| CJ     | Cluj            | Cluj-Napoca           |
| CL     | Călărași        | Călărași              |
| CS     | Caraș-Severin   | Reșița                |
| CT     | Constanța       | Constanța             |
| CV     | Covasna         | Sfântu Gheorghe       |
| DB     | Dâmbovița       | Târgoviște            |
| DJ     | Dolj            | Craiova               |
| GJ     | Gorj            | Târgu Jiu             |
| GL     | Galați          | Galați                |
| GR     | Giurgiu         | Giurgiu               |
| HD     | Hunedoara       | Deva                  |
| HR     | Harghita        | Miercurea Ciuc        |
| IF     | Ilfov           | Bukarest              |
| IL     | Ialomița        | Slobozia              |
| IS     | Iași            | Iași                  |
| MH     | Mehedinți       | Drobeta Turnu Severin |
| MM     | Maramureș       | Baia Mare             |
| MS     | Mureș           | Târgu Mureș           |
| NT     | Neamț           | Piatra Neamț          |
| OT     | Olt             | Slatina               |
| PH     | Prahova         | Ploiești              |
| SB     | Sibiu           | Sibiu                 |
| SJ     | Sălaj           | Zalău                 |
| SM     | Satu Mare       | Satu Mare             |
| SV     | Suceava         | Suceava               |
| TL     | Tulcea          | Tulcea                |
| TM     | Timiș           | Timișoara             |
| TR     | Teleorman       | Alexandria            |
| VL     | Vâlcea          | Râmnicu Vâlcea        |
| VN     | Vrancea         | Focșani               |
| VS     | Vaslui          | Vaslui                |

## System 1968 bis 1992

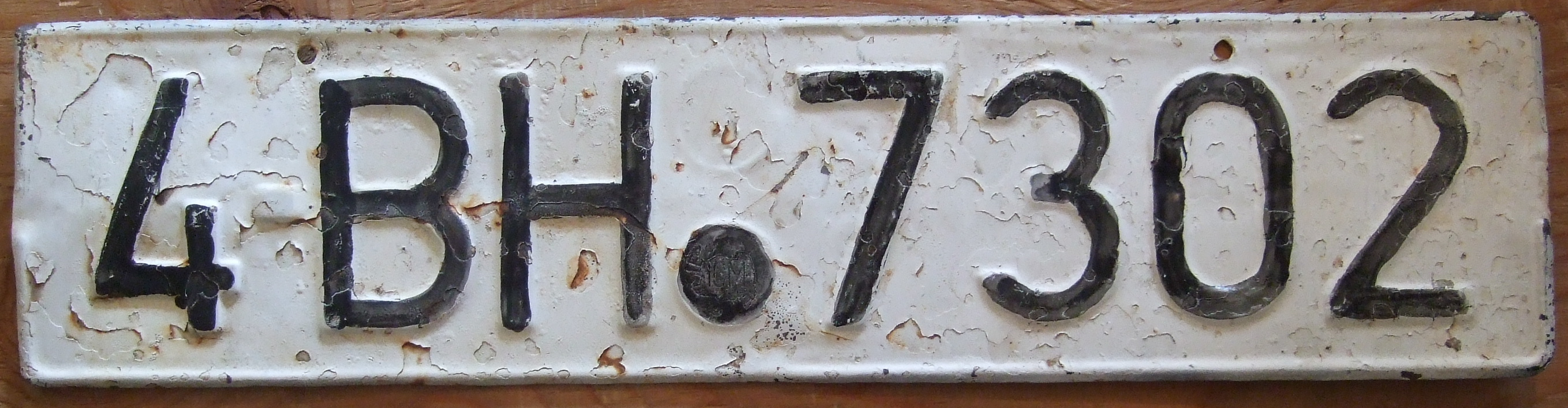
Altes Kennzeichen aus Bihor

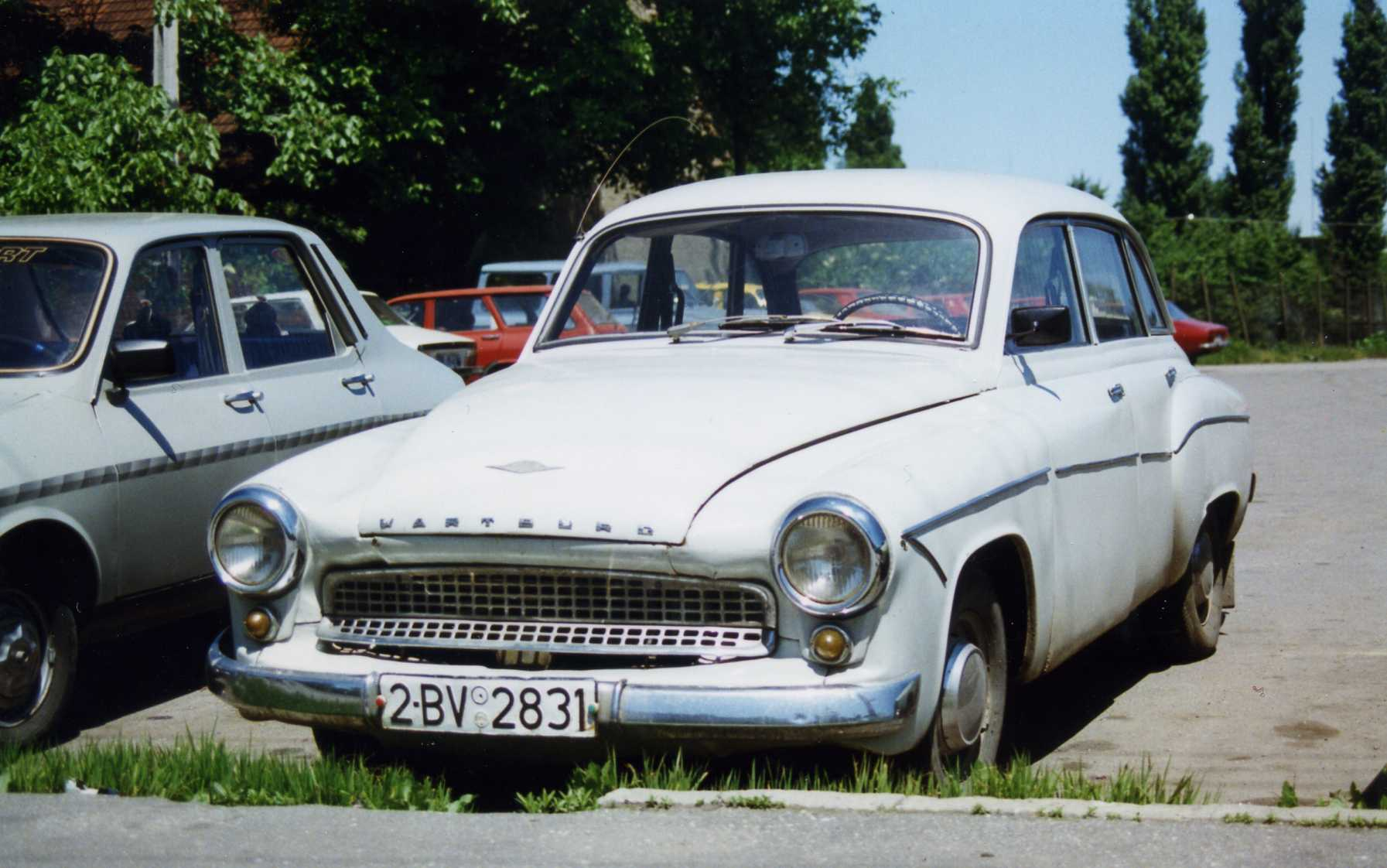
Wartburg 311 mit Kennzeichen aus Braşov

Das 1968 eingeführte System wies bereits eine weiße Grundfarbe und schwarze Schrift auf. Die Schilder begannen mit einer maximal zweistelligen Zahl, die die Fahrzeugart verschlüsselte, gefolgt vom Kreiskürzel. Die heutigen Kürzel wurden weitestgehend bereits im alten System verwendet. Abschließend folgte eine höchstens fünfstellige Zahl.

Eine Besonderheit stellten die 1958 eingeführten Diplomatenkennzeichen dar: Sie waren oval und zeigten in der oberen Zeile die roten Buchstaben CD, darunter befand sich eine dreistellige Zahl.
| Zahl    | Fahrzeugart                              |
| ------- | ---------------------------------------- |
| 1 – 19  | Pkw, ab 1990 private Fahrzeuge aller Art |
| 20      | Pkw, Reserve, nie genutzt                |
| 21 – 30 | leichte gewerbliche Fahrzeuge            |
| 31 – 40 | schwere gewerbliche Fahrzeuge und Busse  |
| 41 – 45 | Traktoren                                |
| 46 – 50 | Zweiräder                                |